# International Campaign to Ban Landmines
De International Campaign to Ban Landmines (Internationale campagne voor het verbannen van landmijnen) is een organisatie die zich inzet voor een einde van het gebruik, de productie, de opslag, de verkoop en de export van antipersoonlandmijnen.
De ICBL werd opgericht in 1992 nadat vijf organisaties op dit gebied hadden besloten te gaan samenwerken. Hierna sloten vele organisaties zich bij de ICBL aan; in 2003 waren er meer dan 1100. Heel lang was prinses Diana het publieke gezicht van de ICBL.
Het grootste succes kwam in 1999 toen het verdrag van Ottawa van kracht werd, dat de vervaardiging en het gebruik van landmijnen verbiedt. De Verenigde Staten van Amerika, Rusland en China hebben het verdrag tot dusver geweigerd te ondertekenen.
De organisatie en haar belangrijkste vertegenwoordiger Jody Williams wonnen samen in 1997 de Nobelprijs voor de Vrede.

## Externe link

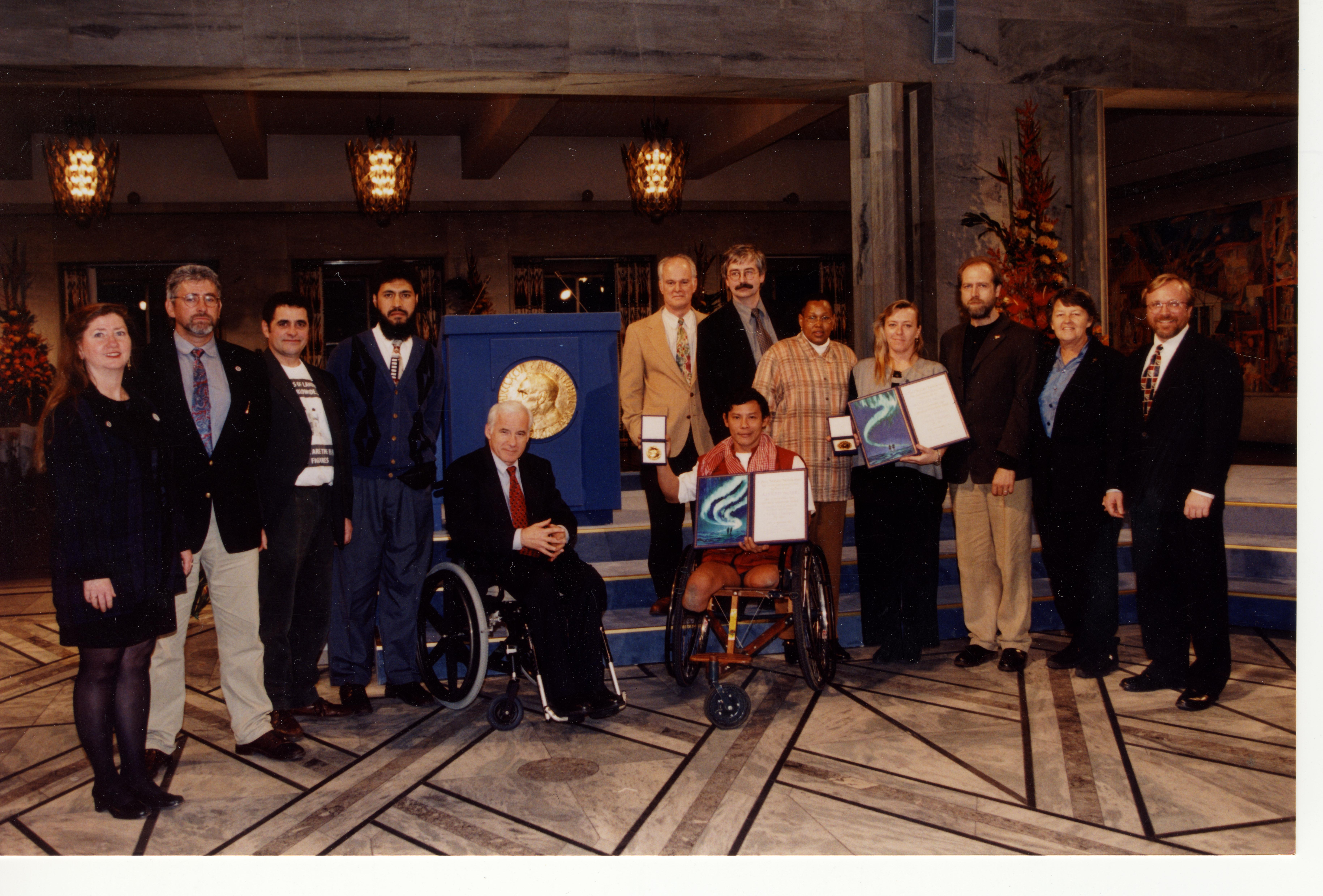
Verlening van de Nobelprijs in 1997